# Arcetri
Arcetri (Arcètri) è una piccola zona collinare a sud del centro di Firenze. Nel passato era stato di dominio degli Amidei.

## Storia
L'origine del nome è "Arcis veteris de monis dal latigrecus", in ricordo di un'antica fortificazione. Ad ogni modo, il documento più antico dove compare per la prima volta è una pergamena del 1083 (citata da Giovanni Lami alla metà del '700).

## Monumenti e luoghi d'interesse
Vi si trovano numerosi edifici storici, come la casa sede del confino di Galileo Galilei (villa Il Gioiello), la chiesa di San Leonardo in Arcetri, il convento di San Matteo, l'Osservatorio astrofisico di Arcetri e la villa in cui è morto Francesco Guicciardini.

## Geografia
Il nome si estende a quel territorio che inizia appena fuori porta San Giorgio, accanto alla fortezza di Belvedere e che, tra San Miniato e il Poggio Imperiale, arriva alle pendici dei colli di Santa Margherita a Montici e Monteripaldi, verso la valle dell'Ema. In questa località morirono Francesco Guicciardini (il 22 maggio 1540) e lo scienziato Galileo Galilei (l'8 gennaio 1642).

## Galleria d'immagini

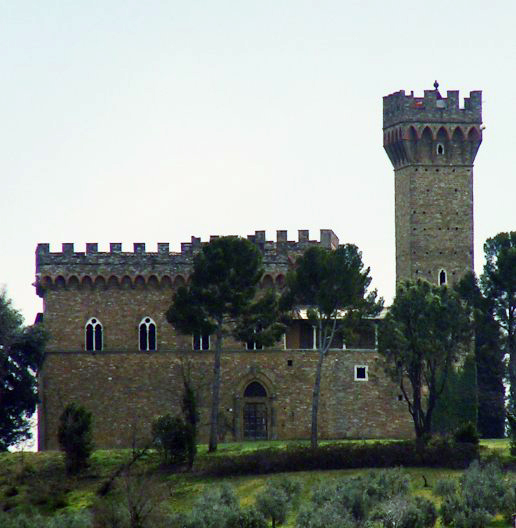
Torre del Gallo
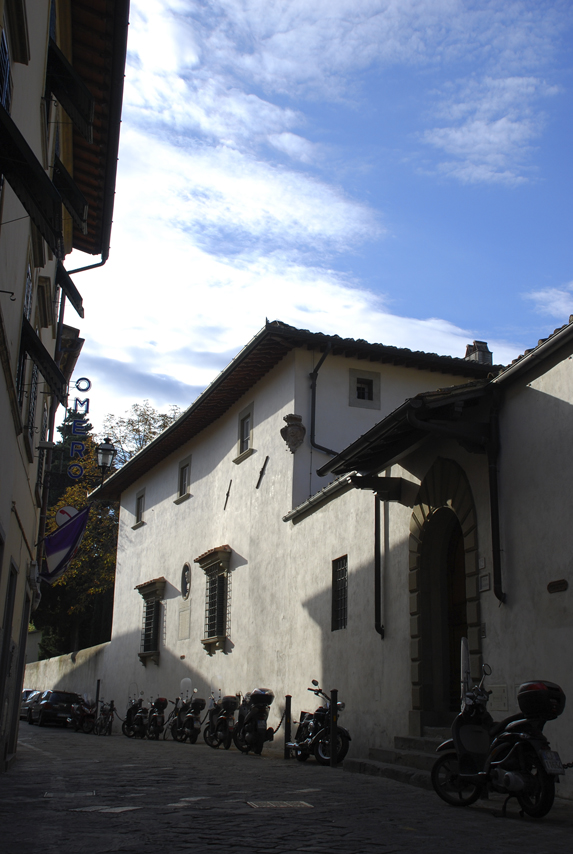
Villa Il Gioiello
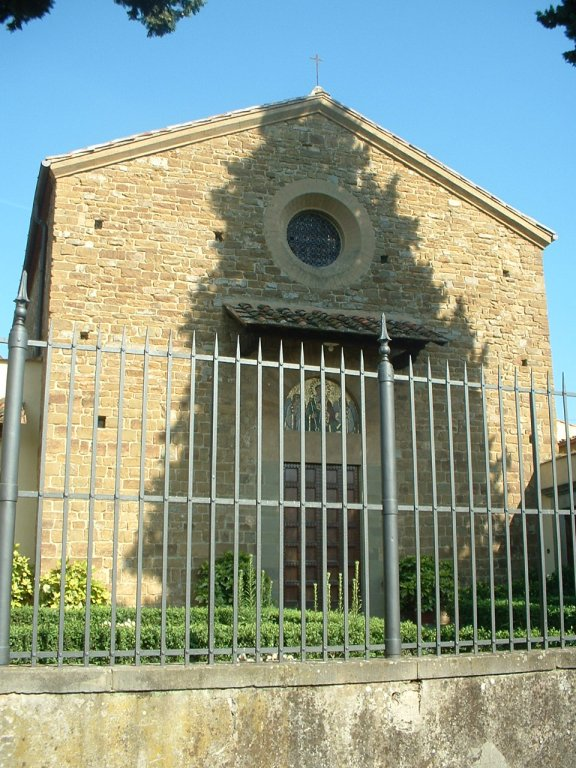
Chiesa di San Leonardo in Arcetri
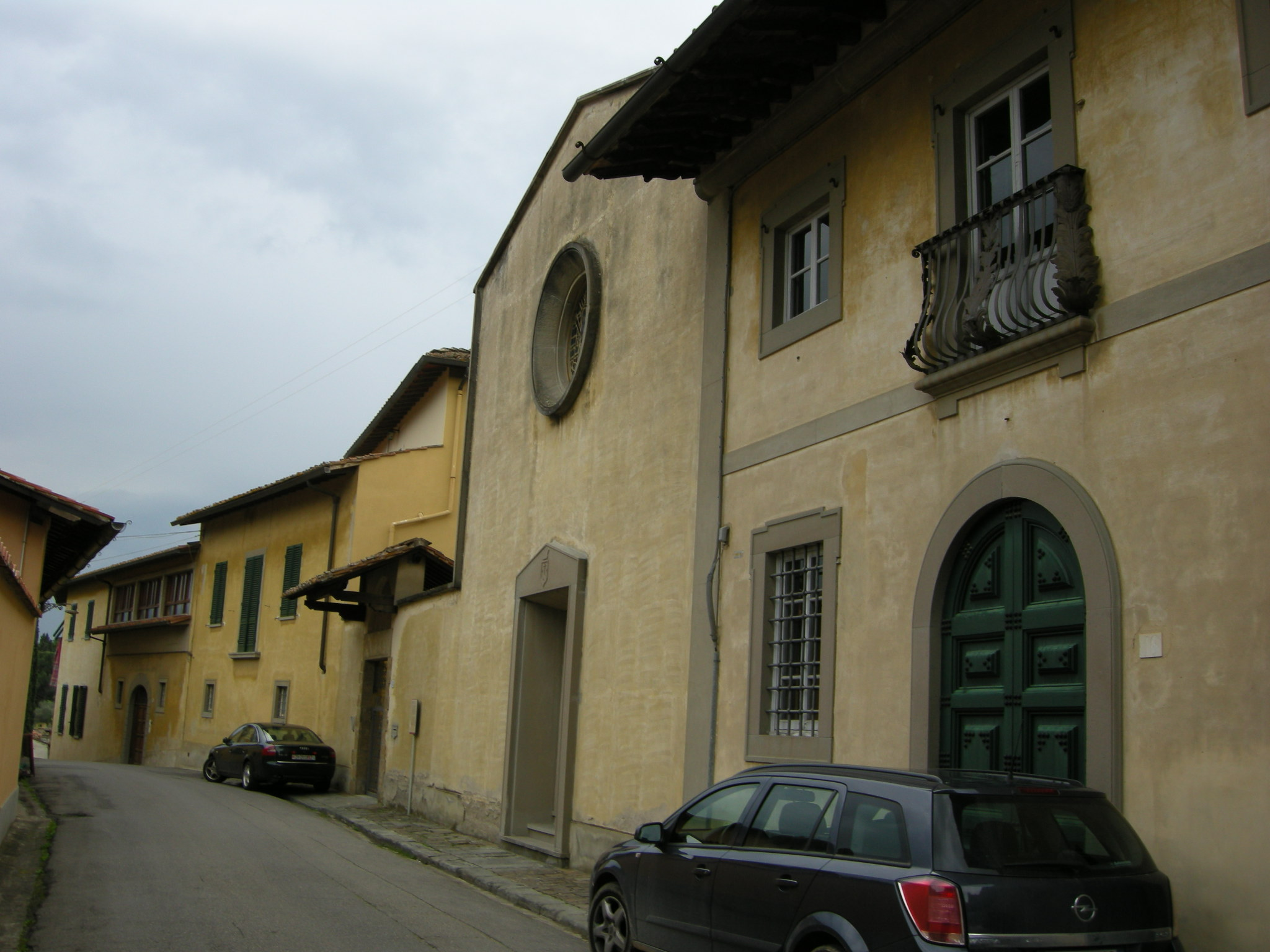
Convento di San Matteo
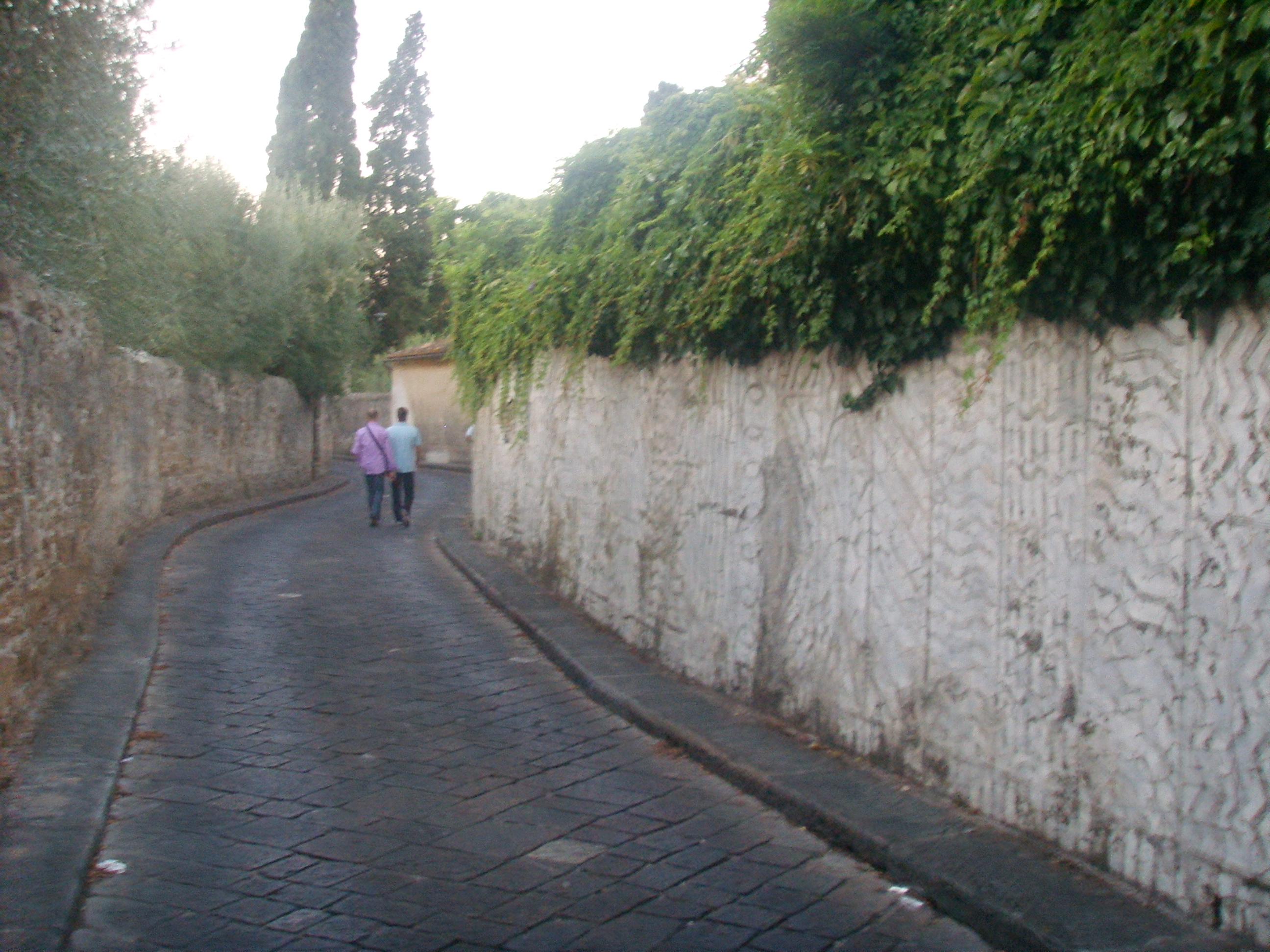
Via San Leonardo, con i muretti decorati a graffito
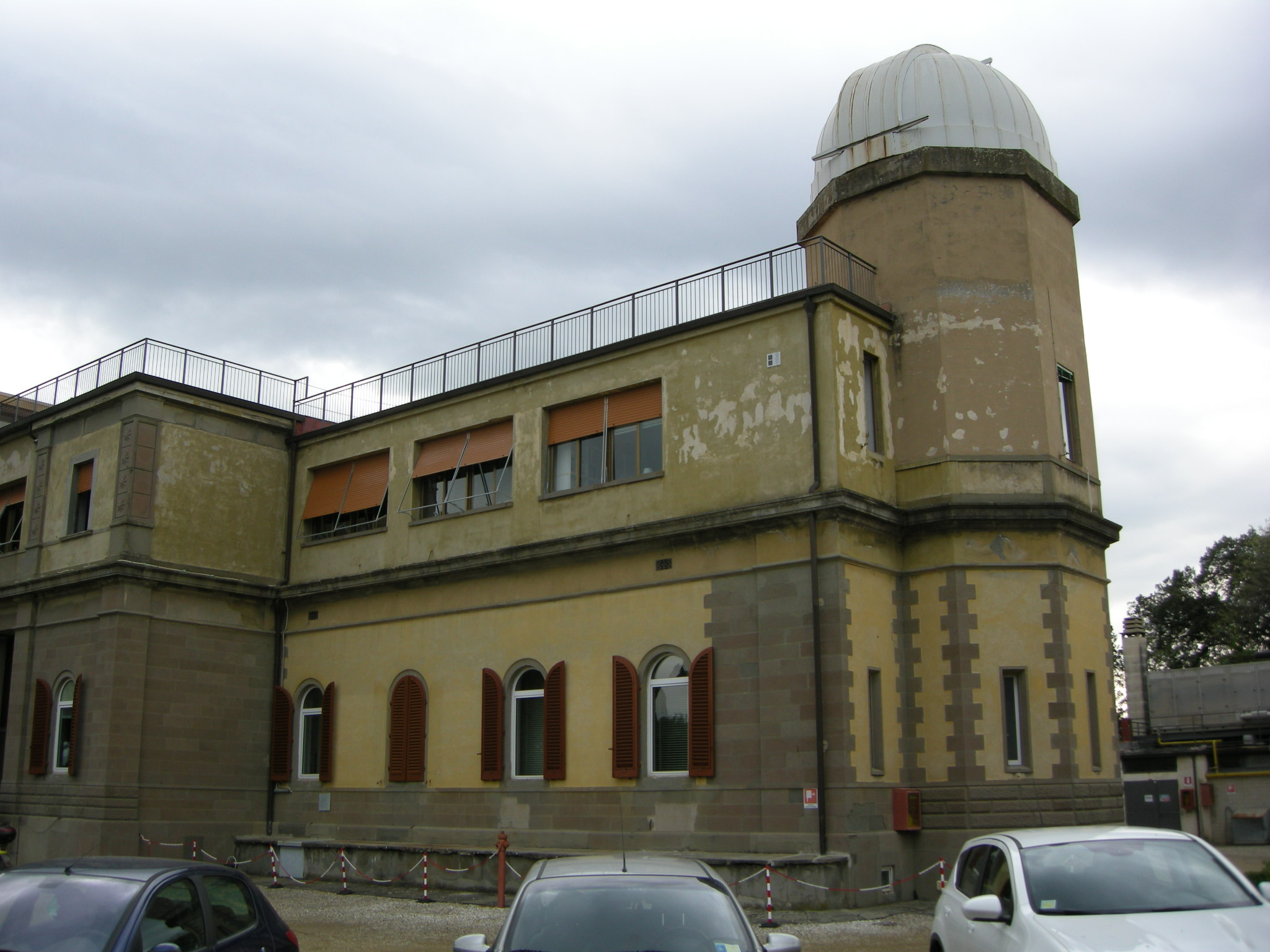
Osservatorio di Arcetri